# Franco Medina
Franco Antonhy Medina Soto (Lima, Perú, 18 de julio de 1999)  es un futbolista peruano. Juega como lateral derecho y su equipo actual es el Club Sporting Cristal de la Liga 1 del Perú.

## Trayectoria

### Alianza Lima
Franco participó desde pequeño en las divisiones menores en el club Alianza Lima, jugando distintos torneos de menores en los que destacan la Copa Federación, Torneo Centenario y más adelante el Torneo de Promoción y Reservas. Debido a las indsciplinas conocidas a la interna del Club Alianza Lima, abandona el equipo.

### UCV
Para la temporada 2019 después de su convocatoria a la selección sub-20 fue dado a préstamo al club poeta donde debuta en Primera División. Franco completaría la temporada obteniendo la clasificación a Copa Sudamericana y mostrando un gran rendimiento preparado para volver a luchar un puesto en el Club Alianza Lima.
En el 2020 regresa a Alianza Lima, luego de su préstamo al club trujillano. Luego de una temporada terrible, a finales del 2020, rescindió contrato el 31 de diciembre del 2020.

### Sporting Cristal
En julio de 2023 fue anunciado como refuerzo del club celeste.

## Selección nacional

### Selección Peruana Sub-20
Después de consagrarse campeón en el cuadrangular amistoso de Venezuela Franco es convocado por el DT Daniel Ahmed para disputar el Campeonato Sudamericano de Fútbol Sub-20 de 2019.

## Estadísticas
Actualizado al último partido disputado el 29 de octubre de 2023.
| Club                                                                                   | Div.          | Temporada     | Liga  | Liga  | Liga   | Copas nacionales(1) | Copas nacionales(1) | Copas nacionales(1) | Copas internacionales | Copas internacionales | Copas internacionales | Total(2) | Total(2) | Total(2) |
| Club                                                                                   | Div.          | Temporada     | Part. | Goles | Asist. | Part.               | Goles               | Asist.              | Part.                 | Goles                 | Asist.                | Part.    | Goles    | Asist.   |
| -------------------------------------------------------------------------------------- | ------------- | ------------- | ----- | ----- | ------ | ------------------- | ------------------- | ------------------- | --------------------- | --------------------- | --------------------- | -------- | -------- | -------- |
| Alianza Lima · Perú                                                                    | 1.ª           | 2019          | 0     | 0     | 0      | -                   | -                   | -                   | -                     | -                     | -                     | 0        | 0        | 0        |
| Univ. César Vallejo · Perú                                                             | 1.ª           | 2019          | 19    | 0     | 1      | 2                   | 0                   | 0                   | -                     | -                     | -                     | 21       | 0        | 1        |
| Univ. César Vallejo · Perú                                                             | Total club    | Total club    | 19    | 0     | 1      | 2                   | 0                   | 0                   | 0                     | 0                     | 0                     | 21       | 0        | 1        |
| Alianza Lima · Perú                                                                    | 1.ª           | 2020          | 9     | 0     | 2      | -                   | -                   | -                   | -                     | -                     | -                     | 9        | 0        | 2        |
| Alianza Lima · Perú                                                                    | Total club    | Total club    | 9     | 0     | 2      | 0                   | 0                   | 0                   | 0                     | 0                     | 0                     | 9        | 0        | 2        |
| Deportivo Municipal · Perú                                                             | 1.ª           | 2021          | 18    | 0     | 2      | -                   | -                   | -                   | -                     | -                     | -                     | 18       | 0        | 2        |
| Deportivo Municipal · Perú                                                             | 1.ª           | 2022          | 32    | 0     | 2      | -                   | -                   | -                   | -                     | -                     | -                     | 32       | 0        | 2        |
| Deportivo Municipal · Perú                                                             | Total club    | Total club    | 50    | 0     | 4      | 0                   | 0                   | 0                   | 0                     | 0                     | 0                     | 50       | 0        | 4        |
| Cienciano · Perú                                                                       | 1.ª           | 2023          | 4     | 0     | 0      | -                   | -                   | -                   | 1                     | 0                     | 0                     | 5        | 0        | 0        |
| Cienciano · Perú                                                                       | Total club    | Total club    | 4     | 0     | 0      | 0                   | 0                   | 0                   | 1                     | 0                     | 0                     | 5        | 0        | 0        |
| Sporting Cristal · Perú                                                                | 1.ª           | 2023          | 6     | 0     | 2      | -                   | -                   | -                   | 1                     | 0                     | 0                     | 7        | 0        | 2        |
| Sporting Cristal · Perú                                                                | Total club    | Total club    | 6     | 0     | 2      | 0                   | 0                   | 0                   | 1                     | 0                     | 0                     | 7        | 0        | 2        |
| Total carrera                                                                          | Total carrera | Total carrera | 88    | 0     | 9      | 2                   | 0                   | 0                   | 2                     | 0                     | 0                     | 92       | 0        | 9        |
| (1) Incluye datos de la Copa Bicentenario. (2) No incluye goles en partidos amistosos. |               |               |       |       |        |                     |                     |                     |                       |                       |                       |          |          |          |